# Liga Nacional de Básquet 2000-01
La temporada 2000-01 de la Liga Nacional de Básquet de la Argentina, fue la decimoséptima edición de la máxima competencia argentina de clubes en dicho deporte. Se inició el 4 de octubre de 2000 con el programado partido inaugural de temporada entre el último campeón, Estudiantes de Olavarría y Estudiantes de Bahía Blanca, encuentro disputado en el Estadio Ruca Che de la ciudad de Neuquén, y finalizó el 5 de mayo de 2001 con el quinto partido de la serie final entre Libertad de Sunchales y Estudiantes de Olavarría en el Maxigimnasio Parque Guerrero, en donde se consagró campeón como local el equipo bonaerense, luego de ganar la serie final 4 a 1.
Respecto a la temporada pasada, el descendido Olimpia de Venado Tuerto fue reemplazado por Belgrano de Tucumán.
Esta fue la última temporada que se disputó con el formato de una fase regular, zonas A1 y A2 y play offs. Además, en esta temporada se instauró la regla de posesión de 24 segundos para tirar al aro, tiempo que antes era de 30 segundos.
Durante esta temporada se produjo un evento trágico, el primero de su tipo en la Liga Nacional. El 7 de enero de 2000, en cancha de Libertad de Sunchales, mientras el local se enfrentaba a Estudiantes de Bahía Blanca, el jugador del equipo visitante Gabriel Riofrío se descompensó por un paro cardíaco que devino en su posterior fallecimiento, cuando tenía apenas 23 años de edad. Gabriel, hijo del exbasquetbolista Guillermo Riofrío, tuvo dos convulsiones mientras el médico de Libertad Ernesto Bosco y Esteban Pérez, jugador de Estudiantes, intentaron maniobras para evitar el deceso. En palabras del responsable del equipo bahiense, «el doctor Gustavo Chazarreta le efectuó un electrocardiograma. Como no estaba muy convencido del resultado, sometió a Riofrío a otros estudios complementarios, y luego recién lo habilitó, aunque el médico nos había anunciado su deseo de poder efectuarle un estudio muy complejo para historiar la genética del deportista. Eso, que se había previsto concretar en el Instituto Cardiovascular del Dr. Favaloro, no se pudo realizar». Por su parte, el exbasquetbolista devenido en médico cardiólogo Gustavo Chazarreta manifestó que «el 30 de junio del año último detectamos una miocardía hipertrófica, una afección que no permite la actividad física en alto nivel pues puede provovar la muerte. Por eso no se le entregó el certificado de aptitud, pero salieron del consultorio y buscaron un médico que lo habilitara». Como respuesta la Asociación de Jugadores intimó a realizar un paro, y manifestaron una serie de irregularidades que existían en el torneo, como la falta de un examen médico completo obligatorio y la falta de un seguro de vida y seguro ante lesiones.

## Equipos participantes
| Pos. | Descendidos en la LNB 1999-2000 |
| ---- | ------------------------------- |
| 16.° | Olimpia (Venado Tuerto)         |

| Pos. | Ascendidos del TNA 1999-2000 |
| ---- | ---------------------------- |
| 1.°  | Belgrano (Tucumán)           |

| Región                    | Cantidad |
| ------------------------- | -------- |
| Provincia de Buenos Aires | 6        |
| Capital Federal           | 3        |
| La Pampa                  | 2        |
| Chubut                    | 1        |
| Córdoba                   | 1        |
| La Rioja                  | 1        |
| Santa Fe                  | 1        |
| Tucumán                   | 1        |

| Club               | Ciudad                     | Entrenador         | Estadio                         | Capacidad |
| ------------------ | -------------------------- | ------------------ | ------------------------------- | --------- |
| Andino             | La Rioja                   | Eduardo Cadillac   | Polideportivo Carlos Saúl Ménem | 6000      |
| Atenas             | Córdoba                    | Pablo Coleffi      | Polideportivo Carlos Cerutti    | 3424      |
| Belgrano           | San Nicolás de los Arroyos | Pablo Dastugue     | Estadio Fortunato Bonelli       | 2000      |
| Belgrano           | San Miguel de Tucumán      | Adrián Gómez       | Defensores de Villa Luján       |           |
| Boca Juniors       | Ciudad de Buenos Aires     | Néstor García      | Estadio Luis Conde              | 2000      |
| Estudiantes        | Bahía Blanca               | Facundo Petracci   | Estadio Osvaldo Casanova        | 3950      |
| Estudiantes        | Olavarría                  | Sergio Hernández   | Estadio Parque Carlos Guerrero  | 5000      |
| Ferro Carril Oeste | Ciudad de Buenos Aires     | Enrique Tolcachier | Estadio Héctor Etchart          | 3000      |
| Gimnasia y Esgrima | Comodoro Rivadavia         | Fernando Duró      | Estadio Socios Fundadores       | 2276      |
| Independiente      | General Pico               | Mario Guzmán       | Estadio Gigante de la Avenida   |           |
| Libertad           | Sunchales                  | Daniel Maffei      | El Hogar de los Tigres          | 4000      |
| Obras Sanitarias   | Ciudad de Buenos Aires     | Guillerrmo Vecchio | Estadio Obras Sanitarias        | 3000      |
| Peñarol            | Mar del Plata              | Carlos Romano      | Polideportivo Islas Malvinas    | 8000      |
| Pico FC            | General Pico               | Osvaldo Abdala     | Parque Ángel Larrea             |           |
| Quilmes            | Mar del Plata              | Oscar Sánchez      | Estadio Once Unidos             | 3000      |
| Regatas            | San Nicolás de los Arroyos | Luis Oroño         | Estadio La Ribera               | 1500      |

Cambios de entrenador
| Club             | Entrenador saliente | Entrenador entrante     |
| ---------------- | ------------------- | ----------------------- |
| Atenas           | Pablo Coleffi       | Mario Milanesio         |
| Belgrano (T)     | Adrián Gómez        | Mario Luciani           |
| Estudiantes (BB) | Facundo Petracci    | Daniel «Zeta» Rodríguez |
| Ferro (BA)       | Enrique Tolcachier  | Pablo D'Angelo          |
| Obras Sanitarias | Guillermo Vecchio   | Julio Lamas             |

## Formato
Se jugó una primera fase en donde se enfrentaron todos contra todos, los 16 equipos entre sí, donde se suma un punto por partido jugado y dos por partido ganado. Finalizada la primera fase se jugó la segunda que consistió en dividir en 2 grupos (A1 y A2) donde se ubicaron a los equipos según la clasificación en la primera fase. Los equipos arrastraron la mitad de los puntos obtenidos en la primera fase.
Los primeros 4 equipos de la A1 se ganaron el pasaje directo a los cuartos de final, mientras que los restantes 4 jugaron un play off reclasificatorio contra los primeros 4 de la A2 para definir los restantes 4 equipos de los cuartos de final. Los últimos 4 de la A2 disputaron play-offs para mantener la categoría.
Las series de play off de la reclasificacion, cuartos de final y semifinal se jugaron al mejor de 5 (gana el primero que llega a las 3 victorias) con el formato 2-2-1. Y la final se jugó al mejor de 7 partidos (gana el primero en lograr 4 victorias) con el formato 2-2-1-1-1.

## Etapa regular

### Primera fase
| Equipo | Equipo                        | Partidos | Ganados | Perdidos | Puntos |
| ------ | ----------------------------- | -------- | ------- | -------- | ------ |
| 1.°    | Estudiantes (O)               | 30       | 24      | 6        | 54     |
| 2.°    | Atenas                        | 30       | 23      | 7        | 53     |
| 3.°    | Peñarol                       | 30       | 22      | 8        | 52     |
| 4.°    | Boca Juniors                  | 30       | 19      | 11       | 49     |
| 5.°    | Regatas San Nicolás           | 30       | 18      | 12       | 48     |
| 6.°    | Libertad                      | 30       | 18      | 12       | 48     |
| 7.°    | Belgrano (SN)                 | 30       | 16      | 14       | 46     |
| 8.°    | Quilmes                       | 30       | 14      | 16       | 44     |
| 9.°    | Gimnasia (Comodoro Rivadavia) | 30       | 14      | 16       | 44     |
| 10.°   | Independiente (General Pico)  | 30       | 13      | 17       | 43     |
| 11.°   | Obras Sanitarias              | 30       | 12      | 18       | 42     |
| 12.°   | Ferro (Buenos Aires)          | 30       | 12      | 18       | 42     |
| 13.°   | Andino                        | 30       | 11      | 19       | 41     |
| 14.°   | Estudiantes (BB)              | 30       | 10      | 20       | 40     |
| 15.°   | Pico FC                       | 30       | 9       | 21       | 39     |
| 16.°   | Belgrano (T)1                 | 30       | 5       | 25       | 33     |

|  |                       |
|  | Clasificados a la A1. |
|  | Clasificados a la A2. |

Nota: 
- 1. Se le descontó dos puntos en la fecha 5 frente a Obras Sanitarias por incidentes.

### Segunda fase
| Zona A1 | Zona A1             | A.   | PJ | PG | PP | Pts  |
| ------- | ------------------- | ---- | -- | -- | -- | ---- |
| 1.°     | Estudiantes (O)     | 27,0 | 14 | 11 | 3  | 52,0 |
| 2.°     | Atenas              | 26,5 | 14 | 11 | 3  | 51,5 |
| 3.°     | Peñarol             | 26,0 | 14 | 10 | 4  | 50,0 |
| 4.°     | Boca Juniors        | 24,5 | 14 | 9  | 5  | 47,5 |
| 5.°     | Regatas San Nicolás | 24,0 | 14 | 5  | 9  | 43,0 |
| 6.°     | Belgrano (SN)       | 23,0 | 14 | 5  | 9  | 42,0 |
| 7.°     | Libertad            | 24,0 | 14 | 4  | 10 | 42,0 |
| 8.°     | Quilmes             | 22,0 | 14 | 1  | 13 | 37,0 |

| Zona A2 | Zona A2            | A.   | PJ | PG | PP | Pts  |
| ------- | ------------------ | ---- | -- | -- | -- | ---- |
| 9.°     | Gimnasia (CR)      | 22,0 | 14 | 10 | 4  | 46,0 |
| 10.°    | Ferro (BA)         | 21,0 | 14 | 8  | 6  | 43,0 |
| 11.°    | Obras Sanitarias   | 21,0 | 14 | 8  | 6  | 43,0 |
| 12.°    | Estudiantes (BB)   | 20,0 | 14 | 8  | 6  | 42,0 |
| 13.°    | Pico FC            | 19,5 | 14 | 7  | 7  | 40,5 |
| 14.°    | Independiente (GP) | 21,5 | 14 | 5  | 9  | 40,5 |
| 15.°    | Andino1            | 20,5 | 14 | 9  | 5  | 39,5 |
| 16.°    | Belgrano (T)       | 16,5 | 14 | 1  | 13 | 31,5 |

Nota: 
- 1. Se le descontó cuatro puntos por incumplir pagos.

|  |                                               |
|  | Clasificados directamente a cuartos de final. |
|  | Clasificados a la serie reclasificatoria.     |
|  | Participan en la serie por la permanencia.    |

## Play Offs

### Permanencia
|  | Semifinales | Semifinales   | Semifinales |              |      | Final         | Final | Final |  |
|  |             |               |             |              |      |               |       |       |  |
|  |             |               |             |              |      |               |       |       |  |
|  | 13.°        | Pico F.C.     | 3           |              |      |               |       |       |  |
|  | 13.°        | Pico F.C.     | 3           |              |      |               |       |       |  |
|  | 16.°        | Belgrano (T)  | 0           |              |      |               |       |       |  |
|  | 16.°        | Belgrano (T)  | 0           |              | 14.° | Independiente | 3     |       |  |
|  |             |               |             |              | 14.° | Independiente | 3     |       |  |
|  |             |               | 16.°        | Belgrano (T) | 0    |               |       |       |  |
|  | 14.°        | Independiente | 16.°        | Belgrano (T) | 0    | 0             |       |       |  |
|  | 14.°        | Independiente |             |              |      | 0             |       |       |  |
|  | 15.°        | Andino        | 3           |              |      |               |       |       |  |
|  | 15.°        | Andino        | 3           |              |      |               |       |       |  |
|  |             |               |             |              |      |               |       |       |  |

- Belgrano descendió al Torneo Nacional de Ascenso.

#### Semifinales
|             | Pico F.C. | 94–81 | Belgrano (T) | General Pico            |  |  |
|             |           |       |              |                         |  |  |
|             |           |       |              | Pabellón: Parque Larrea |  |  |
| serie 1 - 0 |           |       |              |                         |  |  |
|             |           |       |              |                         |  |  |

|             | Pico F.C. | 98–82 | Belgrano (T) | General Pico            |  |  |
|             |           |       |              |                         |  |  |
|             |           |       |              | Pabellón: Parque Larrea |  |  |
| serie 2 - 0 |           |       |              |                         |  |  |
|             |           |       |              |                         |  |  |

|             | Belgrano (T) | 93–116 | Pico F.C. | San Miguel de Tucumán               |  |  |
|             |              |        |           |                                     |  |  |
|             |              |        |           | Pabellón: Defensores de Villa Luján |  |  |
| serie 0 - 3 |              |        |           |                                     |  |  |
|             |              |        |           |                                     |  |  |

|             | Independiente | 85–86 | Andino | General Pico                            |  |  |
|             |               |       |        |                                         |  |  |
|             |               |       |        | Pabellón: Estadio Gigante de la Avenida |  |  |
| serie 0 - 1 |               |       |        |                                         |  |  |
|             |               |       |        |                                         |  |  |

|             | Independiente | 84–93 | Andino | General Pico                            |  |  |
|             |               |       |        |                                         |  |  |
|             |               |       |        | Pabellón: Estadio Gigante de la Avenida |  |  |
| serie 0 - 2 |               |       |        |                                         |  |  |
|             |               |       |        |                                         |  |  |

|             | Andino | 80–78 | Independiente | La Rioja                                  |  |  |
|             |        |       |               |                                           |  |  |
|             |        |       |               | Pabellón: Polideportivo Carlos Saúl Menem |  |  |
| serie 3 - 0 |        |       |               |                                           |  |  |
|             |        |       |               |                                           |  |  |

#### Repechaje
|             | Independiente | 85–71 | Belgrano (T) | General Pico                            |  |  |
|             |               |       |              |                                         |  |  |
|             |               |       |              | Pabellón: Estadio Gigante de la Avenida |  |  |
| serie 1 - 0 |               |       |              |                                         |  |  |
|             |               |       |              |                                         |  |  |

|             | Independiente | 118–63 | Belgrano (T) | General Pico                            |  |  |
|             |               |        |              |                                         |  |  |
|             |               |        |              | Pabellón: Estadio Gigante de la Avenida |  |  |
| serie 2 - 0 |               |        |              |                                         |  |  |
|             |               |        |              |                                         |  |  |

|             | Belgrano (T) | 85–99 | Independiente | San Miguel de Tucumán               |  |  |
|             |              |       |               |                                     |  |  |
|             |              |       |               | Pabellón: Defensores de Villa Luján |  |  |
| serie 0 - 3 |              |       |               |                                     |  |  |
|             |              |       |               |                                     |  |  |

### Campeonato
|  | Reclasificación | Reclasificación         | Reclasificación |                  |   | Cuartos de final | Cuartos de final | Cuartos de final |  |     | Semifinales     | Semifinales | Semifinales |  |     | Final           | Final | Final |  |
|  |                 |                         |                 |                  |   |                  |                  |                  |  |     |                 |             |             |  |     |                 |       |       |  |
|  |                 |                         |                 |                  |   |                  |                  |                  |  |     |                 |             |             |  |     |                 |       |       |  |
|  |                 |                         |                 |                  |   |                  |                  |                  |  |     |                 |             |             |  |     |                 |       |       |  |
|  |                 |                         |                 |                  |   |                  |                  |                  |  |     |                 |             |             |  |     |                 |       |       |  |
|  |                 |                         |                 |                  |   |                  |                  |                  |  |     |                 |             |             |  |     |                 |       |       |  |
|  |                 | 1.°                     | Estudiantes (O) | 3                |   |                  |                  |                  |  |     |                 |             |             |  |     |                 |       |       |  |
|  |                 |                         |                 | 3                |   |                  |                  |                  |  |     |                 |             |             |  |     |                 |       |       |  |
|  |                 |                         | 12.°            | Estudiantes (BB) | 0 |                  |                  |                  |  |     |                 |             |             |  |     |                 |       |       |  |
|  | 5.°             | Regatas San Nicolás     | 12.°            | Estudiantes (BB) | 0 | 1                |                  |                  |  |     |                 |             |             |  |     |                 |       |       |  |
|  | 5.°             | Regatas San Nicolás     |                 |                  |   |                  |                  |                  |  |     |                 |             |             |  |     |                 |       |       |  |
|  | 12.°            | Estudiantes (BB)        | 3               |                  |   |                  |                  |                  |  |     |                 |             |             |  |     |                 |       |       |  |
|  | 12.°            | Estudiantes (BB)        | 3               |                  |   |                  |                  |                  |  | 1.° | Estudiantes (O) | 3           |             |  |     |                 |       |       |  |
|  |                 |                         |                 |                  |   |                  |                  |                  |  | 1.° | Estudiantes (O) | 3           |             |  |     |                 |       |       |  |
|  |                 |                         | 4.°             | Boca Juniors     | 1 |                  |                  |                  |  |     |                 |             |             |  |     |                 |       |       |  |
|  |                 |                         | 4.°             | Boca Juniors     | 1 |                  |                  |                  |  |     |                 |             |             |  |     |                 |       |       |  |
|  |                 |                         |                 |                  |   |                  |                  |                  |  |     |                 |             |             |  |     |                 |       |       |  |
|  |                 |                         |                 |                  |   |                  |                  |                  |  |     |                 |             |             |  |     |                 |       |       |  |
|  |                 | 4.°                     | Boca Juniors    | 3                |   |                  |                  |                  |  |     |                 |             |             |  |     |                 |       |       |  |
|  |                 |                         |                 | 3                |   |                  |                  |                  |  |     |                 |             |             |  |     |                 |       |       |  |
|  |                 |                         | 6.°             | Belgrano (SN)    | 1 |                  |                  |                  |  |     |                 |             |             |  |     |                 |       |       |  |
|  | 6.°             | Belgrano (SN)           | 6.°             | Belgrano (SN)    | 1 | 3                |                  |                  |  |     |                 |             |             |  |     |                 |       |       |  |
|  | 6.°             | Belgrano (SN)           |                 |                  |   |                  |                  |                  |  |     |                 |             |             |  |     |                 |       |       |  |
|  | 11.°            | Obras Sanitarias        | 2               |                  |   |                  |                  |                  |  |     |                 |             |             |  |     |                 |       |       |  |
|  | 11.°            | Obras Sanitarias        | 2               |                  |   |                  |                  |                  |  |     |                 |             |             |  | 1.° | Estudiantes (O) | 4     |       |  |
|  |                 |                         |                 |                  |   |                  |                  |                  |  |     |                 |             |             |  | 1.° | Estudiantes (O) | 4     |       |  |
|  |                 |                         | 7.°             | Libertad         | 1 |                  |                  |                  |  |     |                 |             |             |  |     |                 |       |       |  |
|  |                 |                         | 7.°             | Libertad         | 1 |                  |                  |                  |  |     |                 |             |             |  |     |                 |       |       |  |
|  |                 |                         |                 |                  |   |                  |                  |                  |  |     |                 |             |             |  |     |                 |       |       |  |
|  |                 |                         |                 |                  |   |                  |                  |                  |  |     |                 |             |             |  |     |                 |       |       |  |
|  |                 | 2.°                     | Atenas          | 2                |   |                  |                  |                  |  |     |                 |             |             |  |     |                 |       |       |  |
|  |                 |                         |                 | 2                |   |                  |                  |                  |  |     |                 |             |             |  |     |                 |       |       |  |
|  |                 |                         | 8.°             | Quilmes          | 3 |                  |                  |                  |  |     |                 |             |             |  |     |                 |       |       |  |
|  | 8.°             | Quilmes                 | 8.°             | Quilmes          | 3 | 3                |                  |                  |  |     |                 |             |             |  |     |                 |       |       |  |
|  | 8.°             | Quilmes                 |                 |                  |   |                  |                  |                  |  |     |                 |             |             |  |     |                 |       |       |  |
|  | 9.°             | Gimnasia y Esgrima (CR) | 2               |                  |   |                  |                  |                  |  |     |                 |             |             |  |     |                 |       |       |  |
|  | 9.°             | Gimnasia y Esgrima (CR) | 2               |                  |   |                  |                  |                  |  | 7.° | Libertad        | 3           |             |  |     |                 |       |       |  |
|  |                 |                         |                 |                  |   |                  |                  |                  |  | 7.° | Libertad        | 3           |             |  |     |                 |       |       |  |
|  |                 |                         | 8.°             | Quilmes          | 1 |                  |                  |                  |  |     |                 |             |             |  |     |                 |       |       |  |
|  |                 |                         | 8.°             | Quilmes          | 1 |                  |                  |                  |  |     |                 |             |             |  |     |                 |       |       |  |
|  |                 |                         |                 |                  |   |                  |                  |                  |  |     |                 |             |             |  |     |                 |       |       |  |
|  |                 |                         |                 |                  |   |                  |                  |                  |  |     |                 |             |             |  |     |                 |       |       |  |
|  |                 | 3.°                     | Peñarol         | 2                |   |                  |                  |                  |  |     |                 |             |             |  |     |                 |       |       |  |
|  |                 |                         |                 | 2                |   |                  |                  |                  |  |     |                 |             |             |  |     |                 |       |       |  |
|  |                 |                         | 7.°             | Libertad         | 3 |                  |                  |                  |  |     |                 |             |             |  |     |                 |       |       |  |
|  | 7.°             | Libertad                | 7.°             | Libertad         | 3 | 3                |                  |                  |  |     |                 |             |             |  |     |                 |       |       |  |
|  | 7.°             | Libertad                |                 |                  |   |                  |                  |                  |  |     |                 |             |             |  |     |                 |       |       |  |
|  | 10.°            | Ferro (BA)              | 0               |                  |   |                  |                  |                  |  |     |                 |             |             |  |     |                 |       |       |  |
|  | 10.°            | Ferro (BA)              | 0               |                  |   |                  |                  |                  |  |     |                 |             |             |  |     |                 |       |       |  |
|  |                 |                         |                 |                  |   |                  |                  |                  |  |     |                 |             |             |  |     |                 |       |       |  |

El resultado que figura en cada serie es la suma de los partidos ganados por cada equipo.
El equipo que figura primero en cada llave es el que obtuvo la ventaja de localía.

### Final
| 23 de mayo  | Estudiantes (O)         | 111–100     | Libertad                        | Olavarría                        |  |  |
|             |                         |             |                                 |                                  |  |  |
|             | Estadísticas Mc Cray 28 | Reporte Pts | Estadísticas 22 Mariano Cerutti | Pabellón: Parque Carlos Guerrero |  |  |
| serie 1 - 0 |                         |             |                                 |                                  |  |  |
|             |                         |             |                                 |                                  |  |  |

| 25 de mayo  | Estudiantes (O)              | 84–85       | Libertad                         | Olavarría |  |  |
|             |                              |             |                                  | |  |  |
|             | Estadísticas Byron Wilson 17 | Reporte Pts | Estadísticas 21 Facundo Sucatzky | Pabellón: Parque Carlos Guerrero Asistencia: 5500 espectadores Árbitros: Pablo Estévez - Alejandro Chiti - Jorge Fabi |  |  |
| serie 1 - 1 |                              |             |                                  | |  |  |
|             |                              |             |                                  | |  |  |

| 30 de mayo  | Libertad                        | 83–100      | Estudiantes (O)                   | Sunchales                                                                                    |  |  |
|             |                                 |             |                                   |                                                                                              |  |  |
|             | Estadísticas Mariano Cerutti 22 | Reporte Pts | Estadísticas 20 Gabriel Fernández | Pabellón: Hogar de los Tigres Árbitros: Eduardo Alagastino - Eduardo D'Atri - Eduardo Bellón |  |  |
| serie 1 - 2 |                                 |             |                                   |                                                                                              |  |  |
|             |                                 |             |                                   |                                                                                              |  |  |

| 2 de junio  | Libertad                              | 81–96       | Estudiantes (O)              | Sunchales                                                                              |  |  |
|             | Parciales: 19-15, 36-44, 59-66, 81-96 |             |                              |                                                                                        |  |  |
|             | Estadísticas Carter 25                | Reporte Pts | Estadísticas 37 Byron Wilson | Pabellón: Hogar de los Tigres Árbitros: Darío Rodíguez - Daniel Rodrigo - Juan Quesada |  |  |
| serie 1 - 3 |                                       |             |                              |                                                                                        |  |  |
|             |                                       |             |                              |                                                                                        |  |  |

| 5 de junio  | Estudiantes (O)                       | 132–99      | Libertad               | Olavarría                                                            |  |  |
|             | Parciales: 27-25, 35-17, 30-29, 40-28 |             |                        |                                                                      |  |  |
|             | Estadísticas Wilson 31                | Reporte Pts | Estadísticas 29 Carter | Pabellón: Parque Carlos Guerrero Árbitros: Chaves - Estévez - Bellón |  |  |
| serie 1 - 4 |                                       |             |                        |                                                                      |  |  |
|             |                                       |             |                        |                                                                      |  |  |

## Clasificación a competencias internacionales

### Campeonato Sudamericano de Clubes Campeones
| Estudiantes de Olavarría Campeón en la LNB |

### Liga Sudamericana de Clubes
| Estudiantes de Olavarría Campeón en la LNB | Libertad Subcampeón LNB | Gimnasia y Esgrima (Comodoro Rivadavia) Subcampeón Liga Sudamericana de Clubes 2001 |

## Premios
| - MVP de la temporada - Walter Herrmann, Atenas - MVP de las Finales de la LNB - Byron Wilson, Estudiantes de Olavarría - Revelación/debutante - Paolo Quinteros, Estudiantes de Olavarría - Jugador de Mayor Progreso - Federico Kammerichs, Ferro Carril Oeste | - Mejor Sexto Hombre - Víctor Baldo, Estudiantes de Olavarría - Mejor Entrenador - Sergio Santos Hernández, Estudiantes de Olavarría - Mejor Extranjero - Joseph Bunn, Peñarol |